# Karel Doorman
Karel Willem Frederik Marie Doorman (Utrecht, 23 de abril de 1889-Mar de Java, 28 de febrero de 1942) fue un contraalmirante neerlandés, más conocido por comandar las fuerzas navales del ABDACOM, una fuerza multinacional formada en forma apresurada para defender las Indias Orientales Neerlandesas de una fuerza militar japonesa muy superior durante la Segunda Guerra Mundial. Doorman murió y la parte principal de las fuerzas del ABDACOM fueron destruidas en la batalla del Mar de Java. En su memoria, la Armada Real Neerlandesa le dio su nombre a tres buques: el HNLMS Karel Doorman (QH1), el HNLMS Karel Doorman (R81) y el HNLMS Karel Doorman (F827) y desde 2011, se encuentra en construcción un cuarto buque con el citado nombre, que se espera entre en servicio en 2014.

## Juventud, entrenamiento y carrera aérea
Doorman, nacido en Utrecht y criado católico, venía de una familia de soldados profesionales. En 1906, en y su hermano Lou ACM Doorman fueron comisionados como guardiamarinos. Fue ascendido a oficial en 1910. Ese mismo año fue enviado a bordo del crucero HNLMS Tromp a las Indias Orientales Neerlandesas. Durante sus primeros tres años de servicio, de enero de 1912 a diciembre de 1913, fue puesto a bordo de los buques HNLMS van Doorn y HNLMS Lombok, con el objetivo principal de mapear las aguas costeras de Nueva Guinea. A principios de 1914 volvió a los Países Bajos a bordo del crucero HNLMS De Ruyter. En marzo de 1914 solicitó su ingreso al Servicio de Aviación Naval.
Desde abril de 1914 fue destinado a bordo del crucero HNLMS Noord Brabant y, justo antes del inicio de la Primera Guerra Mundial, con ese navío fue parte de una misión a Albania para recuperar los restos del Mayor Louis Thomson, quién había muerto en combate allí. Su solicitud de ingreso al Servicio Aéreo fue aceptada en el verano de 1915, tras un riguroso entrenamiento, y fue uno de los primeros oficiales navales en recibir su licencia de piloto.
De 1915 a 1918 estuvo estacionado en el Servicio de Aviación en Soesterberg bajo el mando del Capitán (luego Mayor) de Ingenieros H. Walaardt. Allí conoció a Albert Plesman, quién en un principio fue un observador pero luego fue entrenado como piloto en el ejército. En 1915 recibió su licencia de vuelo civil y en 1916 recibió su licencia de piloto naval. De 1917 a 1921 fue instructor, primero en la Base Aérea Soesterberg y desde octubre de 1918 en la Base Aérea Naval De Kooy en Den Helder. Comandó esta base de 1919 a 1921. Debido a sus méritos como organizador de la aún joven Aviación Naval recibió la Orden de Orange-Nassau en 1922.
Entre 1919 y 1934 Doorman estuvo casado con Justine A.D. Schermer y tuvieron un hijo en 1928, Joop. En 1934 se casó con Isabella J.J.J. Heyligers.
Recortes al presupuesto y una lesión en el brazo significaron el fin de la carrera como piloto para Doorman. Desde noviembre de 1921 a noviembre de 1923 fue la Escuela Superior de la Marina en La Haya, esencial para una carrera como oficial naval, particularmente para posiciones de alto mando. Tras completar su entrenamiento con éxito, en el cual, entre otras cosas, estudió comunicación entre aviones y navíos, fue enviado al Departamento de la Armada en Batavia en diciembre de 1923.

## Posterior carrera en la Real Armada de los Países Bajos
En 1926, por primera vez en once años, Doorman fue asignado a un servicio a bordo de un navío por un largo periodo de tiempo, esta vez en el acorazado HNLMS De Zeven Provinciën. Hasta finales de 1927 fue el oficial de artillería, luego combinó esto con la función de primer oficial. A principios de 1928 volvió a los Países Bajos y formó parte del staff del Departamento de la Marina en La Haya y fue responsable principalmente por la compra de equipamiento para la Aviación Naval. En 1932 comandó su primer navío, el minador HNLMS Prins van Oranje. En este buque partió por tercera vez en el mismo año hacia las Indias Orientales Neerlandesas. En 1932 se le asignó el comando del destructor HNLMS Witte de With y a partir de finales de 1932 el HNLMS Evertsen. Esta última participó en el ataque contra los rebeldes a bordo del HNLMS De Zeven Provinciën en febrero de 1933.
En enero de 1934 Doorman volvió a los Países Bajos con el HNLMS Evertsen. Posteriormente fue Jefe del Estado Mayor de la Marina en Den Helder por un periodo de tres años. En 1936 Doorman escribió una solicitud al Secretario de Defensa para comandar un crucero en las Indias Orientales Neerlandesas. Como resultado de esto fue enviado en 1937, esta vez como capitán, a las Indias Orientales Neerlandesas como comandante de los cruceros HNLMS Sumatra y HNLMS Java. En agosto de 1938 fue designado como Comandante de la Aviación Naval en las Indias Orientales Neerlandesas. Desde su cuartel en la Estación Naval Aérea de Surabaya Morokrembangan, realizó varias giras de inspección del archipiélago.

## Segunda Guerra Mundial

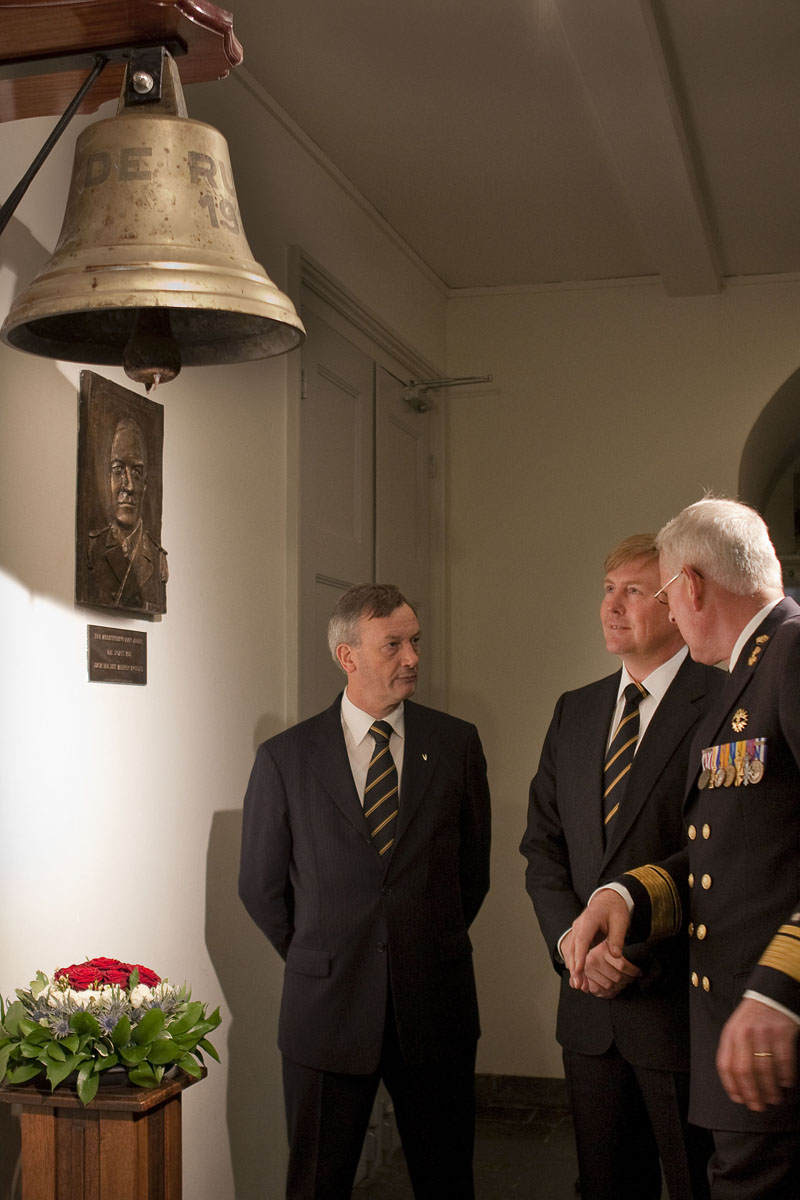
El príncipe Willem Alexander en el Estado de Karel Doorman dirige el recuerdo de la Batalla del Mar de Java en 2012.

El 16 de mayo de 1940 fue promovido a contraalmirante y el 13 de junio de 1940 a bordo del crucero ligero HNLMS De Ruyter, tomó el mando del escuadrón del Contraalmirante GW Stöve en Surabaya. A principios de 1942 tomó el mando de la Fuerza de Asalto Combinada del ABDACOM, el Comando Americano-Británico-Holandés-Australiano. Doorman murió en combate cuando su buque, el HNLMS De Ruyter fue hundido en la Batalla del Mar de Java. Parte de su tripulación fue rescatada, pero Doorman, siguiendo la vieja tradición de la marina, decidió hundirse con su barco. El 5 de junio de 1942, se le concedió en forma póstuma el honor de Caballero de 3.ª clase en la Orden Militar de William. La medalla fue entregada al hijo mayor del contraalmirante el 23 de mayo de 1947 por parte del Teniente-Almirante Conrad Emil Lambert Helfrich, a bordo del HNLMS Karel Doorman, con la presencia del Príncipe Bernardo.
Entre 1946 y 2006 la Armada Real de los Países Bajos nombró a tres buques en nombre de Karel Doorman, incluyendo un portaaviones clase Colossus comprado del Reino Unido, el navío más grande jamás utilizado por la Armada.

## "Yo ataco, me siguen"
Karel Doorman es frecuentemente honrado por haber ordenado "Ik val aan, volg mij" ("Yo ataco, me siguen") durante la Batalla del Mar de Java, lo cual fue considerado algo muy valiente. La explicación real es algo diferente.
El 27 de febrero de 1942 aproximadamente a las cuatro de la tarde los escuadrones japoneses y aliados se avistaron mutuamente. Los cañones de los dos cruceros japoneses tenían un mayor alcance que el de los aliados y aproximadamente a las cinco en punto los disparos impactaron al crucero británico HMS Exeter. Veinte minutos después el destructor holandés HNLMS Kortenaer fue torpedeado. El buque explotó y se partió en dos pedazos. La confusión se apoderó del escuadrón aliado mientras avanzaban, agravado por el hecho que el HMS Exeter sólo podía navegar a media fuerza y quería regresar al puerto en Tanjung Priok por su cuenta.
Recordando las instrucciones dadas por el Alto Mando, Doorman dio la orden de atacar mientras se acercaba la flota japonesa. El comando táctico "Yo ataco, me siguen" como tal, no fue dado al principio de esta batalla en el Mar de Java. Es una traducción muy libre de la señal enviada por él, "Todos los barcos - síganme". La batalla del 27 de febrero de 1942, que, sin interrupciones duró por más de siete horas, terminó con la casi total destrucción del escuadrón de Doorman. El comandante del escuadrón murió a bordo de su navío, el cual se hundió tras 1 1/2 horas.
La Kloosterkerk en La Haya tiene una placa conmemorativa del evento y allí se realizan eventos recordatorios de la Batalla del Mar de Java en forma regular.

## Condecoraciones y reconocimientos
- Orden Militar de William, Oficial, registrada en forma póstuma el 5 de junio de 1942[3]
- Caballero de la Orden del León Holandés, 21 de agosto de 1941.
- Oficial de la Orden de Orange-Nassau.
- War Memorial Cross con dos barras.
- Distinción por Servicio Prolongado como Oficial.
- Cruz de Movilización 1914-1918
- Virtuti Militari, Cruz de Plata (Polonia)